# Trois Mamelles
Pour les articles homonymes, voir Mamelle (homonymie).
Les Trois Mamelles forment une montagne du sud-ouest de l'île Maurice, l'île principale de la république de Maurice. Leur nom leur vient de la ressemblance des trois sommets à des mamelles. 